# Sinan Tuzcu
Sinan Tuzcu (Gaziantep, 10 de julho de 1977) é um ator turco.